# Cibotium st-johnii
Cibotium st-johnii là một loài dương xỉ trong họ Cibotiaceae. Loài này được Krajina mô tả khoa học đầu tiên năm 1938.
Danh pháp khoa học của loài này chưa được làm sáng tỏ. 